# 宰奇基
49°21′37″N 26°14′39″E / 49.36028°N 26.24417°E
宰奇基（烏克蘭語：Зайчики）是位於烏克蘭西部的村莊，由赫梅利尼茨基州裡赫梅利尼茨基區的沃洛奇斯克市鎮負責管轄。該村面積1.22平方公里，海拔高度283米，2001年人口223，人口密度每平方公里182.8人。